# Clavaria alliacea
Clavaria alliacea är en svampart som beskrevs av Corner 1950. Clavaria alliacea ingår i släktet Clavaria och familjen fingersvampar.   Inga underarter finns listade i Catalogue of Life.